# Aratrocypris gigantea
Aratrocypris gigantea is een mosselkreeftjessoort uit de familie van de Pontocyprididae. De wetenschappelijke naam van de soort is voor het eerst geldig gepubliceerd in 1989 door Whatley, Witte & Coles.